# Ecquetot
Ecquetot è un comune francese di 344 abitanti situato nel dipartimento dell'Eure nella regione della Normandia.

## Società

### Evoluzione demografica
Abitanti censiti